# Linda Jerneck
Linda Joanna Maria Jerneck, född Nordlund 26 november 1986 i Adolf Fredriks församling i Stockholm, är en svensk tidigare politiker och ledarskribent. 

## Biografi
Jerneck har en politices kandidatexamen från Uppsala universitet och var 2011 praktikant vid Sveriges FN-representation i New York i USA. Mellan 2007 och 2012 var Jerneck ledamot i utbildningsnämnden i Stockholms stad för Liberalerna.
Hon var förbundsordförande för Liberala Ungdomsförbundet från förbundets kongress 11 augusti 2012, då hon efterträdde Adam Cwejman, till förbundets kongress 7 augusti 2015, då hon efterträddes av Henrik Edin.
Jerneck kallar sig feminist och har profilerat sig i frågor gällande integritet, utbildningspolitik, jämställdhetspolitik samt utrikes- och säkerhetspolitik. Från 2013 satt hon i styrelsen för Folk och Försvar. Hon har även bland annat suttit i Liberalernas valberedning, ingått i partiledaren Jan Björklunds stab och varit aktiv i Birgitta Ohlssons personvalskampanj.
Hon är inte längre aktiv i Liberalerna och sedan januari 2018 är hon ledarskribent på Expressen, efter att dessförinnan varit ledarskribent på Svenska Dagbladet.